# Leonid Schaposchnykow
Leonid Anatolijowytsch Schaposchnykow (ukrainisch Леонід Анатолійович Шапошніков; * 30. Oktober 1969 in Chabarowsk) ist ein ehemaliger ukrainischer Ruderer, der bis 1991 für die Sowjetunion antrat. Er gewann eine olympische Bronzemedaille sowie bei Weltmeisterschaften viermal Silber und einmal Bronze.

## Sportliche Karriere

### Die Jahre als Sportler der Sowjetunion und der GUS bis 1992
Der 1,92 Meter große Leonid Schaposchnykow von Spartak Kiew erruderte bei den Junioren-Weltmeisterschaften 1987 die Bronzemedaille im Doppelvierer. Bei der Universiade 1989 in Duisburg gewann er den Wettbewerb im Doppelzweier. Bei den Weltmeisterschaften 1991 in Wien trat letztmalig die Mannschaft der Sowjetunion an. Im Doppelzweier siegten die Niederländer Nico Rienks und Henk-Jan Zwolle vor dem sowjetischen Boot mit Uģis Lasmanis und Leonid Schaposchnykow.
1992 bei den Olympischen Spielen in Barcelona traten die Sportler aus der Ukraine als Teil des Vereinten Teams für die Gemeinschaft Unabhängiger Staaten an, während Uģis Lasmanis für Lettland startete. Schaposchnykow ruderte zusammen mit Oleksandr Slobodenjuk im Doppelzweier. Die beiden erreichten über den Hoffnungslauf das Halbfinale und wurden dann letzte im B-Finale, damit belegten sie in der Gesamtwertung den zwölften Platz.

### Die Jahre als Sportler der Ukraine von 1993 bis 2005
1993 wechselte Schaposchnykow in den Doppelvierer und siegte in dieser Bootsklasse bei der Universiade in Buffalo. Bei den Weltmeisterschaften 1993 in Račice u Štětí gewann der deutsche Doppelvierer den Weltmeistertitel, dahinter erkämpften Oleksandr Martschenko, Oleksandr Saskalko, Leonid Schaposchnykow und Mykola Tschupryna die Silbermedaille vor den Italienern. Im Jahr darauf bei den Weltmeisterschaften 1994 in Indianapolis siegten die Italiener vor den Ukrainern und den Deutschen, wobei die Ukrainer mit der gleichen Besatzung antraten wie 1993. Bei den Weltmeisterschaften 1995 in Tampere gewannen die Italiener vor den Deutschen und den Argentiniern. Der ukrainische Doppelvierer mit Kostjantyn Pronenko, Schaposchnykow, Martschenko und Saskalko wurde Vierter mit 0,11 Sekunden Rückstand auf die Argentinier. 1996 bei den Olympischen Spielen in Atlanta trat der ukrainische Doppelvierer wieder mit Tschupryna statt Pronenko an. Die Ukrainer erreichten das Halbfinale über den Hoffnungslauf und wurden im Halbfinale Fünfte. Im B-Finale siegten sie vor dem russischen Boot und belegten damit insgesamt den siebten Platz.
1997 wechselte Oleh Lykow in den Doppelvierer. Die neue Crew mit Oleh Lykow, Oleksandr Martschenko, Leonid Schaposchnykow und Oleksandr Saskalko gewann bei den Weltmeisterschaften 1997 auf dem Lac d’Aiguebelette die Bronzemedaille hinter den Italienern und Deutschen. 1998 belegte der ukrainische Doppelvierer im Ruder-Weltcup dreimal einen Medaillenrang. Bei den Weltmeisterschaften in Köln gewannen die Ukrainer das B-Finale und belegten somit den siebten Platz. Ein Jahr später bei den Weltmeisterschaften in St. Catharines ruderten die Ukrainer über den Hoffnungslauf ins Finale. Dort siegten die Deutschen mit drei Sekunden Vorsprung vor Lykow, Martschenko, Schaposchnykow und Saskalko. Die vier Ukrainer erreichten auch bei den Olympischen Spielen 2000 in Sydney das A-Finale und belegten den sechsten Platz.
2001 wurde der ukrainische Doppelvierer umbesetzt. Hennadij Sachartschenko, Kostjantyn Saizew, Oleh Lykow und Leonid Schaposchnykow belegten den vierten Platz bei den Weltmeisterschaften in Luzern mit zwei Sekunden Rückstand auf die drittplatzierten Italiener. 2002 erreichten Kostjantyn Saizew, Serhij Bilouschtschenko, Oleh Lykow und Leonid Schaposchnykow ebenfalls den vierten Platz und wie im Vorjahr betrug der Rückstand auf die drittplatzierten Italiener etwa zwei Sekunden. 2003 belegte der ukrainische Doppelvierer mit Dmytro Prokopenko, Oleh Lykow, Leonid Schaposchnykow und Serhij Hryn den 13. Platz bei den Weltmeisterschaften in Mailand. Im Jahr darauf trat der ukrainische Doppelvierer bei den Olympischen Spielen 2004 in Athen mit Hryn, Bilouschtschenko, Lykow und Schaposchnykow an. Nach einem zweiten Platz im Vorlauf hinter dem tschechischen Boot und einem dritten Platz im Halbfinale hinter den Polen und den Deutschen erreichten die Ukrainer im Finale mit zwei Sekunden Rückstand auf die Russen und 1,4 Sekunden Rückstand auf die Tschechen den dritten Platz. 2005 erreichte der ukrainische Doppelvierer bei allen drei Regatten im Ruder-Weltcup das A-Finale. Bei den Weltmeisterschaften in Gifu belegten Schaposchnykow, Bilouschtschenko, Lykow und Hryn den vierten Platz im B-Finale und damit den zehnten Platz in der Gesamtwertung.